# Vera Poutina
Pour les articles homonymes, voir Poutina.
 (septembre 2022).
Améliorez-le ou discutez des points à vérifier. 
Vera Nikolaïevna Poutina (en russe : Вера Николаевна Путина, en géorgien : ვერა ნიკოლაევნა პუტინა), née le 6 septembre 1926 et morte en mai 2023, est une femme qui, de 1999 à sa mort, déclare que Vladimir Poutine (« Vova ») est son fils perdu. Les affirmations de la femme contrastent avec la biographie officielle de Poutine, qui indique que les parents de Poutine sont morts avant qu'il ne devienne président,.
Le Daily Telegraph conclut que bien que la femme puisse tout simplement se tromper ou faire opération de communication, son histoire « identifie les trous dans l'histoire connue du passé de M. Poutine ». L'histoire officielle est que ses parents avaient déjà la quarantaine lorsque Vladimir Poutine est né, ce qui laisse un écart de plus de quinze ans avec la naissance de leurs fils précédents, Albert et Viktor, dont aucun n'a survécu à l'enfance. Les détails des dix premières années de la vie de Poutine sont rares dans son autobiographie, surtout par rapport aux autres dirigeants mondiaux.
Vera Poutina vit dans le village de Metekhi, à environ 18 kilomètres de Gori, en Géorgie. Elle déclare que le père de Poutine est un mécanicien russe, Platon Privalov, qui a mis Vera enceinte alors qu'il était marié à une autre femme. Un « Vladmir Poutine » a été inscrit à l'école Metekhi entre 1959 et 1960. Les archives montrent que sa nationalité déclarée est géorgienne. Poutina épouse ensuite un soldat géorgien, Giorgi Osepahvili. Son mari fait pression sur elle pour qu'elle abandonne Vladimir,,. En décembre 1960, elle laisse « Vova » à ses grands-parents en Russie. Elle pense d'ailleurs que les « parents » basés à Saint-Pétersbourg dont il est question dans la biographie officielle de Poutine ont adopté son fils auprès de ses grands-parents,,.
Grâce à ses contacts, elle apprend que Vladimir est devenu un officier du KGB. En 1999, elle le repère à la télévision. Poutina déclare que les Russes et les Géorgiens ont visité son village pour faire pression sur elle pour qu'elle garde le silence. Une institutrice, qui dit avoir enseigné à Vladimir, déclare qu'elle a aussi été menacée. Poutina affirme qu'elle est prête à faire des tests ADN.
L'accident d'avion du journaliste russe Artyom Borovik coïncide avec le documentaire qu'il réalisait sur l'enfance de Poutine, qui comprenait un reportage sur Vera Poutina,,. Le journaliste italien Antonio Russo se serait également intéressé à Vera Poutina avant son assassinat.
Vera Putina est décédée à Tbilissi, en Géorgie, en mai 2023, à l'âge de 96 ans. Elle a été enterrée à Metekhi le 30 mai.